# Stefan Hermann (Koch)
Stefan Hermann (* 27. Dezember 1970 in Leonberg) ist ein deutscher Koch und Gastronom.

## Werdegang
Nach der Ausbildung in Schloss Höfingen in Höfingen wechselte Hermann 1990 zum Schlosshotel Kurfürstliches Amtshaus in Daun und 1992 zum Schwarzwaldstube bei Harald Wohlfahrt in Baiersbronn (drei Michelinsterne). 1993 folgte das Waldhotel Sonnora bei Helmut Thieltges in Dreis  (drei Michelinsterne). 1994 ging er zum Regent Hotel in London, um 1995 erneut zur Schwarzwaldstube zurückzukehren. 
1997 wurde er Küchenchef beim zum Caroussel in Dresden.
Im Jahr 2006 wurde er Patron und Küchenchef im bean&beluga  in Dresden, das bis zur Schließung 2019 mit einem Michelin-Stern und 17 Punkten im Gault-Millau ausgezeichnet wird – zuletzt mit Küchenchef Marcus Langer. 2009 pachtete er den Konzertplatz im Waldpark Weißer Hirsch. Im September 2013 übernahm er zudem das Bar-Restaurant William im Schauspielhaus Dresden.
Im Mai 2015 übernahm er auch das Hotel Villa Sorgenfrei mit dem Restaurant Atelier Sanssouci. Im November 2016 wurde Stefan Hermann vom Restaurantführer Gault&Millau mit dem Titel Gastronom des Jahres ausgezeichnet.
Im Februar 2019 wurde sein Restaurant Atelier Sanssouci unter  Küchenchef Marcel Kube ebenfalls mit einem Michelinstern ausgezeichnet. Im August 2019 schloss er das Sternerestaurant bean & beluga, als der Pachtvertrag auslief.

## Auszeichnungen
- 2002: Aufsteiger des Jahres, Der Feinschmecker
- 2002: Bester Koch der neuen Bundesländer, Gault Millau
- 2003: Bester Koch in Sachsen und Köche-Oskar
- 2004: Aufsteiger des Jahres, Bunte
- 2016: Gastronom des Jahres, Gault&Millau